# Palmer & Singer Manufacturing Company
Palmer & Singer Manufacturing Company war ein US-amerikanischer Hersteller von Automobilen.

## Unternehmensgeschichte
Henry U. Palmer und Charles A. Singer gründeten 1907 das Unternehmen. Zunächst waren sie als Autohaus für Fahrzeuge von Isotta Fraschini, Matheson Automobile Company und Simplex Automobile Company tätig. Der Verkaufsraum befand sich am Broadway in New York City. 1908 begann die Produktion von Automobilen. Der Markenname lautete Palmer-Singer. Anfangs fand die Produktion bei Matheson in Pennsylvania statt, bis das eigene Werk in Long Island City fertig war.
Palmer starb 1911. Zwischen 1913 und 1914 wurden Teile an die Maritime Motor Car Company in Kanada geliefert, die daraus komplette Fahrzeuge herstellten. Anfang 1914 wurde ein neues Modell mit einem besonderen Motor vorgestellt, der sich allerdings nicht bewährte. Die Entwicklung war teuer. Im März 1914 folgte der Bankrott. Im Mai 1914 wurde alles an William Wooster verkauft. Er wollte die Produktion fortsetzen, was ihm nicht gelang. Im Juni 1914 übernahm Charles Singer die Reste des Unternehmens. Er gründete daraufhin die Singer Motor Company.

## Fahrzeuge
Alle Fahrzeuge hatten Kardanantrieb. Das war damals für schwere Luxusautos ungewöhnlich. Auch die Fahrzeuge von Matheson und Simplex hatten noch Kettenantrieb. Die Modellbezeichnungen wiesen gewöhnlich auf die Zahl der Zylinder und die Motorleistung in PS hin.
1908 war der Skimabout das kleinere von zwei Modellen. Es gibt in einer Quelle Hinweise darauf, dass Skimabout auch der Markenname war. Der Vierzylindermotor hatte 107,95 mm Bohrung, 114,3 mm Hub, 4184 cm³ Hubraum und 28 PS Leistung. Der Wasserkühler war hinter dem Motor montiert. Das Aussehen ohne Kühlergrill an der Fahrzeugfront ähnelte den Fahrzeugen von Renault. Das Fahrgestell hatte 269 cm Radstand. Der Aufbau war ein Roadster mit Platz für zwei Personen. Daneben gab es das Model 6-60. Sein Sechszylindermotor mit 123,825 mm Bohrung und 139,7 mm Hub hatte 10.093 cm³ Hubraum. Der Radstand betrug 320 cm. Genannt sind Runabout mit drei Sitzen, Toy Tonneau-Runabout mit vier Sitzen und Toy Tonneau mit vier Sitzen.
1909 entfiel der Skimabout. An seine Stelle trat das Model 4-40. Der Motor hatte jeweils 127 mm Bohrung und Hub, woraus sich 6435 cm³ Hubraum ergaben. Der Radstand maß gewöhnlich 272 cm. Zur Wahl standen Runabout mit zwei Sitzen, Single Rumble Runabout mit drei Sitzen, Landaulet mit sechs Sitzen und Limousine mit sechs Sitzen. Ein siebensitziger Tourenwagen hatte dagegen 320 cm Radstand. Das Model 6-60 blieb unverändert.
1910 wurde das kleine Modell durch drei neue Modelle ersetzt. Das Model 4-30 hatte einen Motor mit 107,95 mm Bohrung, 114,3 mm Hub und 4184 cm³ Hubraum. Roadster mit zwei Sitzen, Toy Tonneau mit vier Sitzen und Toy Car mit sechs Sitzen basierten auf einem Fahrgestell mit 292 cm Radstand, während ein Town Car-Landaulet 305 cm Radstand hatte. Das Model 4-50 mit 139,7 mm Bohrung, 133,35 mm Hub und 8176 cm³ Hubraum war nur als siebensitziger Tourenwagen mit 323 cm Radstand erhältlich. Beim Model 6-40 betrug die Bohrung 101,6 mm, der Hub 120,65 mm und der Hubraum 5869 cm³. Der Radstand maß 315 cm. Überliefert sind Toy Tonneau mit fünf und sieben Sitzen und Gunboat Roadster mit fünf Sitzen. Beim Model 6-60 wurde der Radstand auf 335 cm verlängert. Damit waren Aufbauten als fünf- und siebensitziger Tourenwagen möglich.
1911 änderte sich motorentechnisch nichts. Die Radstände wurden verlängert. Das Model 4-30 hatte nun 305 cm Radstand und war als Town Car, Landaulet und Limousine erhältlich. Das Model 4-50 mit 328 cm Radstand stand als Runabout mit zwei Sitzen, Milord Tourenwagen mit fünf Sitzen, Tourenwagen mit sieben Sitzen und Gunboat Roadster mit fünf Sitzen zur Verfügung. Das Model 6-40 hatte 318 cm Radstand. Es stand als fünfsitziger Tourenwagen und zweisitziger Runabout im Angebot. Beim Model 6-60 betrug der Radstand 351 cm. Überliefert sind Tourenwagen mit fünf und sieben Sitzen, Gunboat Roadster mit fünf Sitzen, Runabout mit zwei Sitzen, Limousine und Landaulet.
1912 entfielen die Vierzylindermodelle. Das Model 46 hatte einen Sechszylindermotor mit 101,6 mm Bohrung, 127 mm Hub, 6178 cm³ Hubraum und 40 PS Leistung. Der Radstand betrug normalerweise 318 cm. Die Käufer hatten die Wahl zwischen Runabout, Toy Tonneau sowie Tourenwagen mit fünf und sieben Sitzen. Der Brighton Fore-Door, offensichtlich ein Tourenwagen mit vorderen Türen, hatte 323 cm Radstand. Das Model 6-60 blieb weitgehend unverändert. Der Roadster entfiel. Für den Runabout ist die Zahl der Sitze nicht mehr überliefert.
1913 war der Brighton das kleinere Modell. Bei gleichen Zylindermaßen wie im Vorjahr war die Leistung auf 45 PS erhöht worden. Der Radstand maß 323 cm. Genannt sind Tourenwagen mit fünf Sitzen und Runabout mit zwei Sitzen. Das größere Modell wurde in Model LXIV umbenannt. Das Karosserieangebot entsprach dem kleineren Modell, abgesehen von einem zusätzlichen siebensitzigen Tourenwagen.
1914 erschien mit dem Model K ein etwas billigeres Einstiegsmodell. Mit 101,6 mm Bohrung, 139,7 mm Hub und 6795 cm³ Hubraum lag der Motor allerdings etwas oberhalb des Brighton. Die Motorleistung war mit 38 PS angegeben. Der Radstand betrug 325 cm. Genannt sind Tourenwagen mit fünf Sitzen und Roadster mit zwei Sitzen. Der Brighton entsprach dem Vorjahresmodell. Er hatte weniger Hubraum, mehr Leistung, weniger Radstand und einen um 200 US-Dollar höheren Preis als das Model K. Er kostete 2495 Dollar. Neues Spitzenmodell wurde der Magic Six. Er hatte einen Sechszylinder-Schiebermotor, entworfen vom Schweizer Martin Fischer, der Fischer-Wagen leitete. 101,6 mm Bohrung und 142,875 mm Hub ergaben 6950 cm³ Hubraum. Der Motor leistete 60 PS. Der Radstand maß 356 cm. Einzige angebotene Karosseriebauform war ein Tourenwagen mit sieben Sitzen.

## Modellübersicht
| Jahr | Modell     | Zylinder | Leistung (PS) | Radstand (cm) | Aufbau                                                                                                |
| ---- | ---------- | -------- | ------------- | ------------- | --- |
| 1908 | Skimabout  | 4        | 28            | 269           | Roadster 2-sitzig                                                                                     |
| 1908 | Model 6-60 | 6        | 60            | 320           | Runabout 3-sitzig, Toy Tonneau-Runabout 4-sitzig, Toy Tonneau 4-sitzig                                |
| 1909 | Model 4-40 | 4        | 40            | 272           | Runabout 2-sitzig, Single Rumble Runabout 3-sitzig, Landaulet 6-sitzig, Limousine 6-sitzig            |
| 1909 | Model 4-40 | 4        | 40            | 320           | Tourenwagen 7-sitzig                                                                                  |
| 1909 | Model 6-60 | 6        | 60            | 320           | Runabout 3-sitzig, Toy Tonneau Runabout 4-sitzig, Toy Tonneau 4-sitzig                                |
| 1910 | Model 4-30 | 4        | 30            | 292           | Roadster 2-sitzig, Toy Tonneau 4-sitzig, Toy Car 6-sitzig                                             |
| 1910 | Model 4-30 | 4        | 30            | 305           | Town Car-Landaulet                                                                                    |
| 1910 | Model 4-50 | 4        | 50            | 323           | Tourenwagen 7-sitzig                                                                                  |
| 1910 | Model 6-40 | 6        | 40            | 315           | Toy Tonneau 5-sitzig und 7-sitzig, Gunboat Roadster 5-sitzig                                          |
| 1910 | Model 6-60 | 6        | 60            | 335           | Tourenwagen 5-sitzig und 7-sitzig                                                                     |
| 1911 | Model 4-30 | 4        | 30            | 305           | Town Car, Landaulet, Limousine                                                                        |
| 1911 | Model 4-50 | 4        | 50            | 328           | Runabout 2-sitzig, Milord Tourenwagen 5-sitzig, Tourenwagen 7-sitzig, Gunboat Roadster 5-sitzig       |
| 1911 | Model 6-40 | 6        | 40            | 318           | Tourenwagen 5-sitzig, Runabout 2-sitzig                                                               |
| 1911 | Model 6-60 | 6        | 60            | 351           | Tourenwagen 5-sitzig und 7-sitzig, Gunboat Roadster 5-sitzig, Runabout 2-sitzig, Limousine, Landaulet |
| 1912 | Model 46   | 6        | 40            | 318           | Runabout, Toy Tonneau, Tourenwagen 5-sitzig und 7-sitzig                                              |
| 1912 | Model 46   | 6        | 40            | 323           | Brighton Fore-Door                                                                                    |
| 1912 | Model 6-60 | 6        | 60            | 351           | Runabout, Tourenwagen 5-sitzig und 7-sitzig, Limousine, Landaulet                                     |
| 1913 | Brighton   | 6        | 45            | 323           | Tourenwagen 5-sitzig, Runabout 2-sitzig                                                               |
| 1913 | Model LXIV | 6        | 60            | 351           | Runabout 2-sitzig, Tourenwagen 5-sitzig und 7-sitzig                                                  |
| 1914 | Brighton   | 6        | 45            | 323           | Tourenwagen 5-sitzig, Runabout 2-sitzig                                                               |
| 1914 | Model K    | 6        | 38            | 325           | Tourenwagen 5-sitzig, Roadster 2-sitzig                                                               |
| 1914 | Magic Six  | 6        | 60            | 356           | Tourenwagen 7-sitzig                                                                                  |

Quelle:

## Autorennen
1911 gewann ein Fahrzeug dieses Herstellers das Rennen Long Island Motor Derby in Riverhead. Die 182 Meilen (292 km) lange Strecke wurde in 179 Minuten gefahren. Bei einem 24-Stunden-Rennen nahe Brighton Beach wurden nachts 30 Meilen (48 km) in 30 Minuten gefahren, was einem Durchschnitt von 96 km/h entspricht. Der Name Brighton fand sich deshalb 1912 als Bezeichnung einer Karosserievariante und von 1913 bis 1914 als Modellname.

## Überlebende Fahrzeuge
Ein Model 6-60 als Demi-Tonneau von 1910 existiert noch. Es soll der einzige erhaltene Palmer-Singer mit einem Sechszylindermotor sein. Eine andere Quelle gibt an, dass noch drei Fahrzeuge in den USA existieren, und dass es Gerüchte über zwei weitere gibt.